# Agustín Julio
Agustín Julio (Cartagena, 25 oktober 1974) is een voormalig voetballer uit Colombia, die als doelman speelde.

## Clubcarrière
Julio, bijgenaamd San Agustín en El rey del arco santafereño, beëindigde zijn loopbaan in 2011 bij de Colombiaanse club Independiente Santa Fe na eerder onder meer voor Deportes Tolima, Once Caldas en Atlético Junior te hebben gespeeld.

## Interlandcarrière
Julio kwam tot 29 officiële interlands voor Colombia in de periode 1999-2009. Onder leiding van bondscoach Javier Álvarez maakte hij zijn debuut op woensdag 31 maart 1999 in de vriendschappelijk wedstrijd in en tegen Venezuela (0-0) in Maracaibo, net als Héctor Hurtado, Pedro Portocarrero en Johnnier Montaño. Hij nam datzelfde jaar met Colombia deel aan de strijd om de Copa América in Paraguay.

## Erelijst
Independiente Medellín
- Colombiaans landskampioen

2002
 Independiente Santa Fe
- Copa Colombia

2009